# Murena pieprzowa
Murena pieprzowa (Gymnothorax pictus) – gatunek morskiej ryby węgorzokształtnej z rodziny murenowatych (Muraenidae).

## Rozmieszczenie i środowisko
Zasięg występowania tego gatunku obejmuje Morze Czerwone i Indo-Pacyfik: południowe i wschodnie wybrzeża Afryki, Seszele, Madagaskar i zachodnie Maskareny oraz wody na wschód po Hawaje i Panamę, na północ po Japonię, na południe po North West Cape (Australia Zachodnia), Queensland i wyspy Kermadec. Spotykana jest w strefie tropikalnej w wodach przybrzeżnych na głębokościach 5–100 m, na rafach lub nad skalistym dnem.

## Cechy charakterystyczne

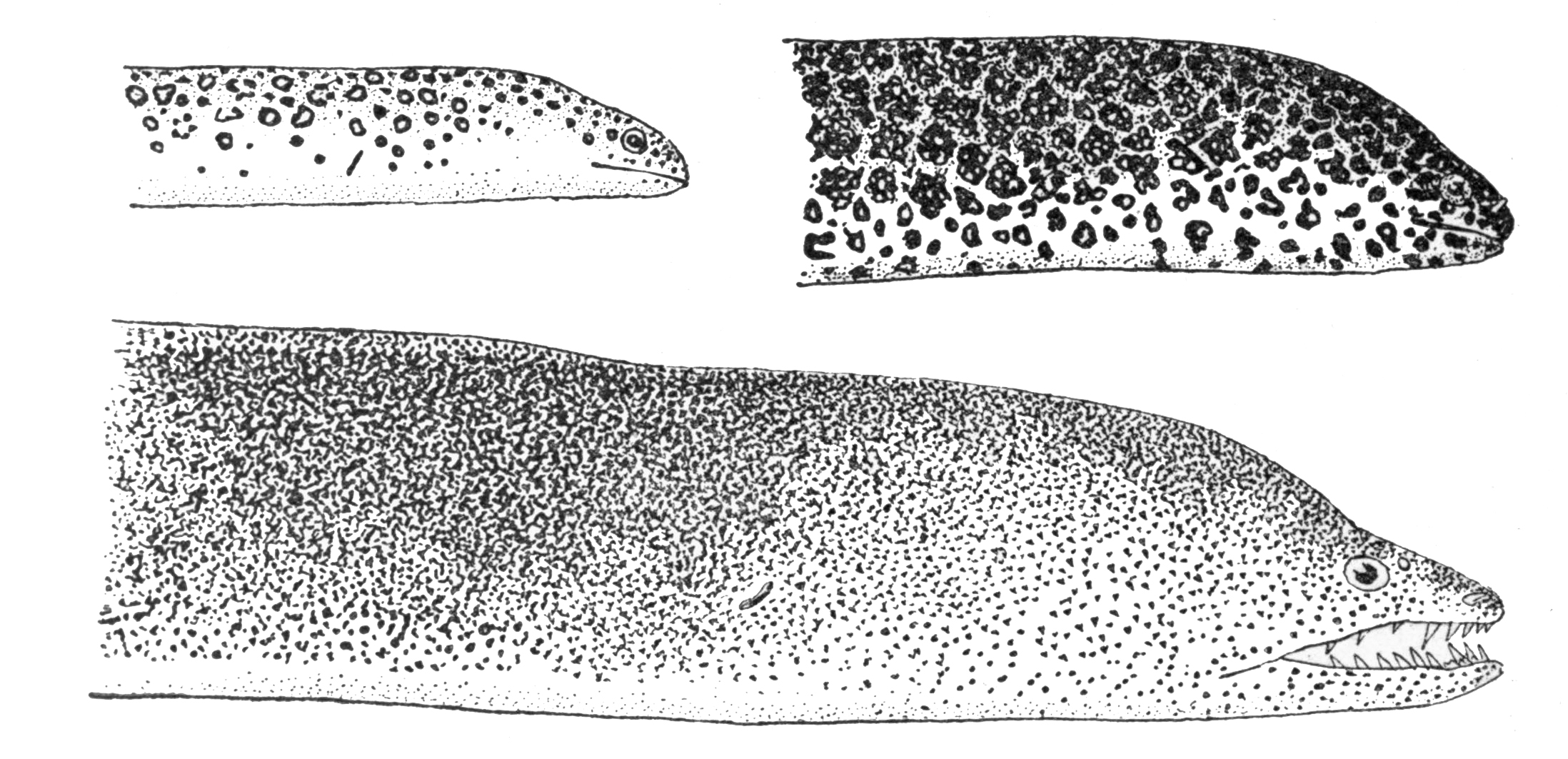
Zmiany ubarwienia w trzech stadiach rozwoju mureny pieprzowej

Mureny pieprzowe odróżniają się od pozostałych przedstawicieli rodzaju Gymnothorax budową uzębienia. Mają szarawo ubarwione ciało, z nieregularnymi, drobnymi ciemnymi plamkami, które czasem łączą się, tworząc rozproszone plamy. Młode żółtawe z pustymi w środku plamkami, które stają się mniej widoczne wraz z wiekiem ryby. Dorosłe osobniki tego gatunku osiągają maksymalnie 140 cm długości całkowitej (TL). Jest to najmniejsza z muren żyjących w Morzu Czerwonym

## Biologia i ekologia
Ryby z tego gatunku prowadzą przydenny tryb życia. Żerują na skorupiakach (głównie krabach) i małych rybach. Polują aktywnie, często wyskakując ponad wodę. Złapanego kraba połykają w całości, pozostając częściowo lub całkowicie wynurzoną z wody. W pogoni za zdobyczą potrafią wyjść z wody na brzeg, przy czym robią to jedynie na obszarach, gdzie nie ma ludzi. Mureny pieprzowe są hermafrodytami (obojnactwo równoczesne). Prowadzą samotniczy tryb życia.

## Status i zagrożenia
Według stanu z  2018 gatunek ten nie figuruje w Czerwonej księdze gatunków zagrożonych Międzynarodowej Unii Ochrony Przyrody (IUCN).

## Systematyka
Gatunek opisany naukowo w 1789 przez Jonasa Nicolausa Ahla pod nazwą Muraena picta.

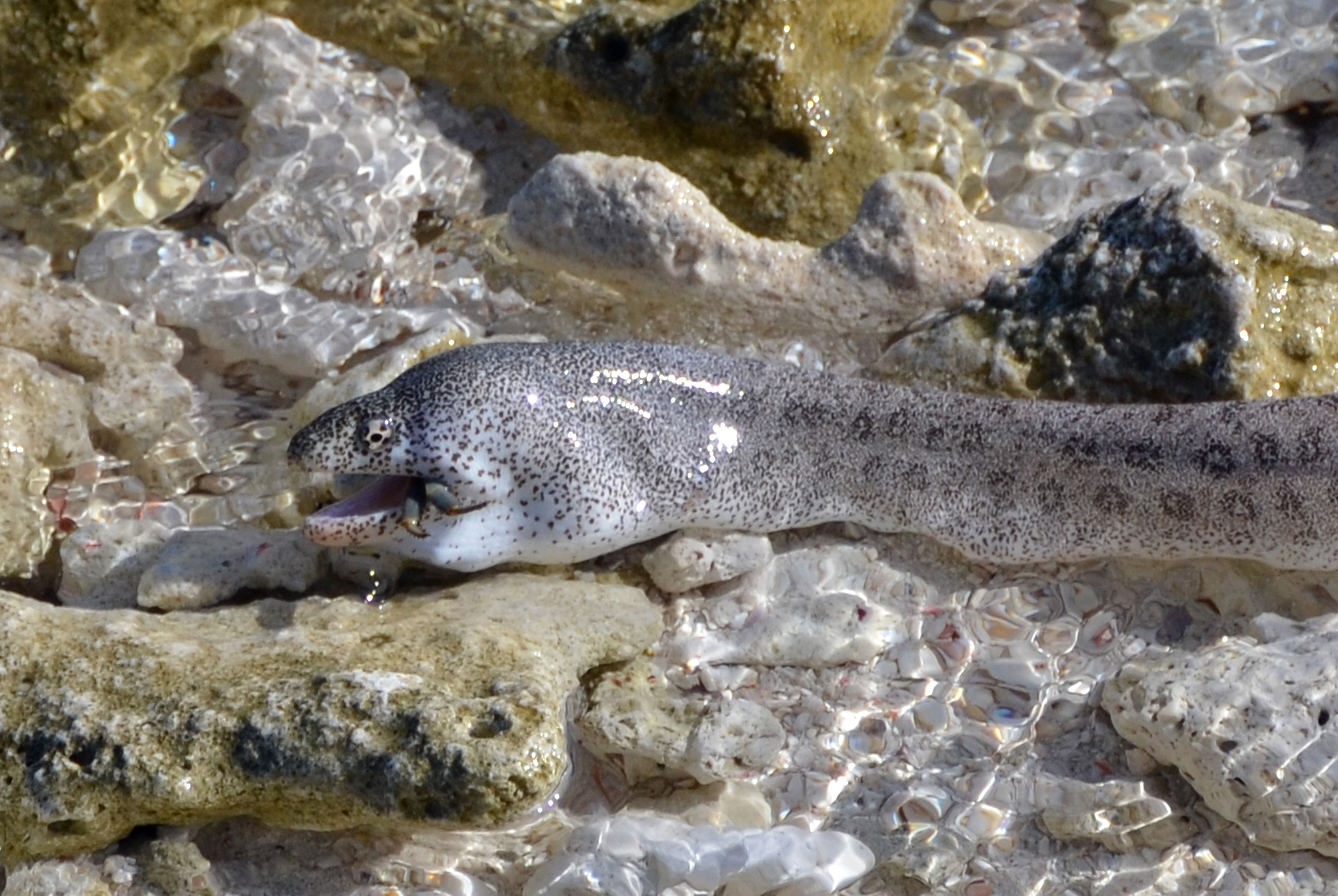
Murena pieprzowa z upolowanym krabem w pysku

### Etymologia
- Gymnothorax: gr. γυμνος gumnos „goły, nagi”[8]; θωραξ thōrax, θωρακος thōrakos „pancerz, klatka piersiowa”[9].
- pictus: łac. pictus „pomalowany”, od pingere „malować”[10].

## Znaczenie gospodarcze
Poławiany komercyjnie na niewielką skalę, różnymi metodami. Spotykany w akwariach publicznych, m.in. w Akwarium Gdyńskim.